# Tulipa linifolia
A Tulipa Linifolia, é uma fabulosa espécie com pequenas flores vermelhas brilhantes amoldadas como estrela, que têm um acetinado brilho que reflete o sol, com folhagem estreita, de 7,62 centímetros a 10,16 centímetros. Com uma abertura, revelando um pequeno, jato central preto.